# WASP-28 b
WASP-28 b – planeta pozasłoneczna typu gorący jowisz, znajdująca się w kierunku konstelacji Ryb w odległości około 1090 lat świetlnych od Ziemi. Została odkryta w 2010 roku w ramach programu SuperWASP.
Planeta ta ma masę nieco mniejszą od masy Jowisza oraz promień większy o 12% od promienia Jowisza. Obiega swoją gwiazdę z okresem wynoszącym około 3,4 dnia.
| Jowisz | WASP-28 b |
| ------ | --------- |
|        |           |